# Germenay
Germenay (geurmena en nivernais) est une commune française située dans le département de la Nièvre, en région Bourgogne-Franche-Comté.
Ses habitants sont appelés les Germenais et Germenaises. Elle fait partie de la communauté de communes Tannay-Brinon-Corbigny.

## Géographie

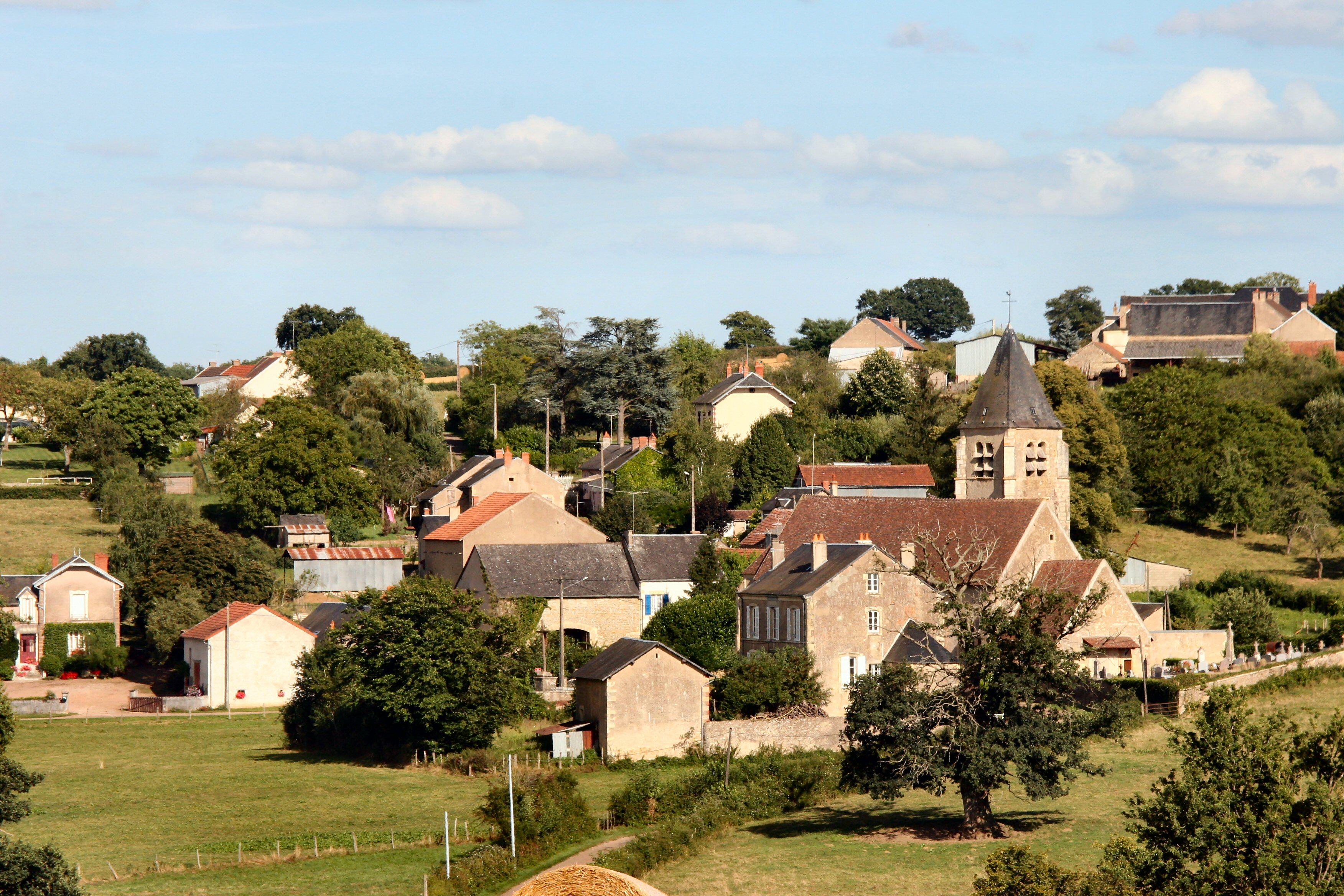
Vue du bourg et de l'église Saint-Aubin.

Germenay est situé à 25 km au sud de Clamecy, sous-préfecture de la Nièvre. Le point le plus haut de la commune culmine à 286 mètres d'altitude. Le point le plus bas est à 180 mètres.
Le sous-sol est calcaire avec des intercalations marneuses (Jurassique inférieur).
Les communes limitrophes sont : Asnan, Challement, Dirol, Marigny-sur-Yonne, Chaumot, Héry et Moraches.
Les agglomérations les plus proches sont Héry, (4 km), Asnan (5 km) et Clamecy, (25 km). La route départementale D 130 traverse le village.

### Villages, hameaux, lieux-dits, écarts
- Bouillon (le), Brosse (la), Cray, Maison Gaulon, Sougy et Villaine[1].

### Communes limitrophes
Les communes limitrophes sont  Asnan, Challement, Chaumot, Dirol, Héry, Marigny-sur-Yonne et Moraches.

### Climat
Pour des articles plus généraux, voir Climat de la Bourgogne-Franche-Comté et Climat de la Nièvre.
En 2010, le climat de la commune est de type climat océanique dégradé des plaines du Centre et du Nord, selon une étude du Centre national de la recherche scientifique s'appuyant sur une série de données couvrant la période 1971-2000. En 2020, Météo-France publie une typologie des climats de la France métropolitaine dans laquelle la commune est exposée à un climat océanique altéré et est dans la région climatique  Centre et contreforts nord du Massif Central, caractérisée par un air sec en été et un bon ensoleillement. 
Pour la période 1971-2000, la température annuelle moyenne est de 11 °C, avec une amplitude thermique annuelle de 16,5 °C. Le cumul annuel moyen de précipitations est de 879 mm, avec 12,5 jours de précipitations en janvier et 7,9 jours en juillet. Pour la période 1991-2020, la température moyenne annuelle observée sur la station météorologique de Météo-France la plus proche, « Lormes_sapc », sur la commune de Lormes à 17 km à vol d'oiseau, est de 11,2 °C et le cumul annuel moyen de précipitations est de 1 071,3 mm. 
La température maximale relevée sur cette station est de 40,7 °C, atteinte le 25 juillet 2019 ; la température minimale est de −18,1 °C, atteinte le 12 janvier 1987,,. 
Les paramètres climatiques de la commune ont été estimés pour le milieu du siècle (2041-2070) selon différents scénarios d'émission de gaz à effet de serre à partir des nouvelles projections climatiques de référence DRIAS-2020. Ils sont consultables sur un site dédié publié par Météo-France en novembre 2022.

## Urbanisme

### Typologie
Au 1er janvier 2024, Germenay est catégorisée commune rurale à habitat très dispersé, selon la nouvelle grille communale de densité à sept niveaux définie par l'Insee en 2022.
Elle est située hors unité urbaine et hors attraction des villes,.

### Occupation des sols
L'occupation des sols de la commune, telle qu'elle ressort de la base de données européenne d’occupation biophysique des sols Corine Land Cover (CLC), est marquée par l'importance des territoires agricoles (86,1 % en 2018), une proportion identique à celle de 1990 (86,1 %). La répartition détaillée en 2018 est la suivante : prairies (58 %), terres arables (25,2 %), forêts (13,9 %), zones agricoles hétérogènes (2,9 %). L'évolution de l’occupation des sols de la commune et de ses infrastructures peut être observée sur les différentes représentations cartographiques du territoire : la carte de Cassini (XVIIIe siècle), la carte d'état-major (1820-1866) et les cartes ou photos aériennes de l'IGN pour la période actuelle (1950 à aujourd'hui).

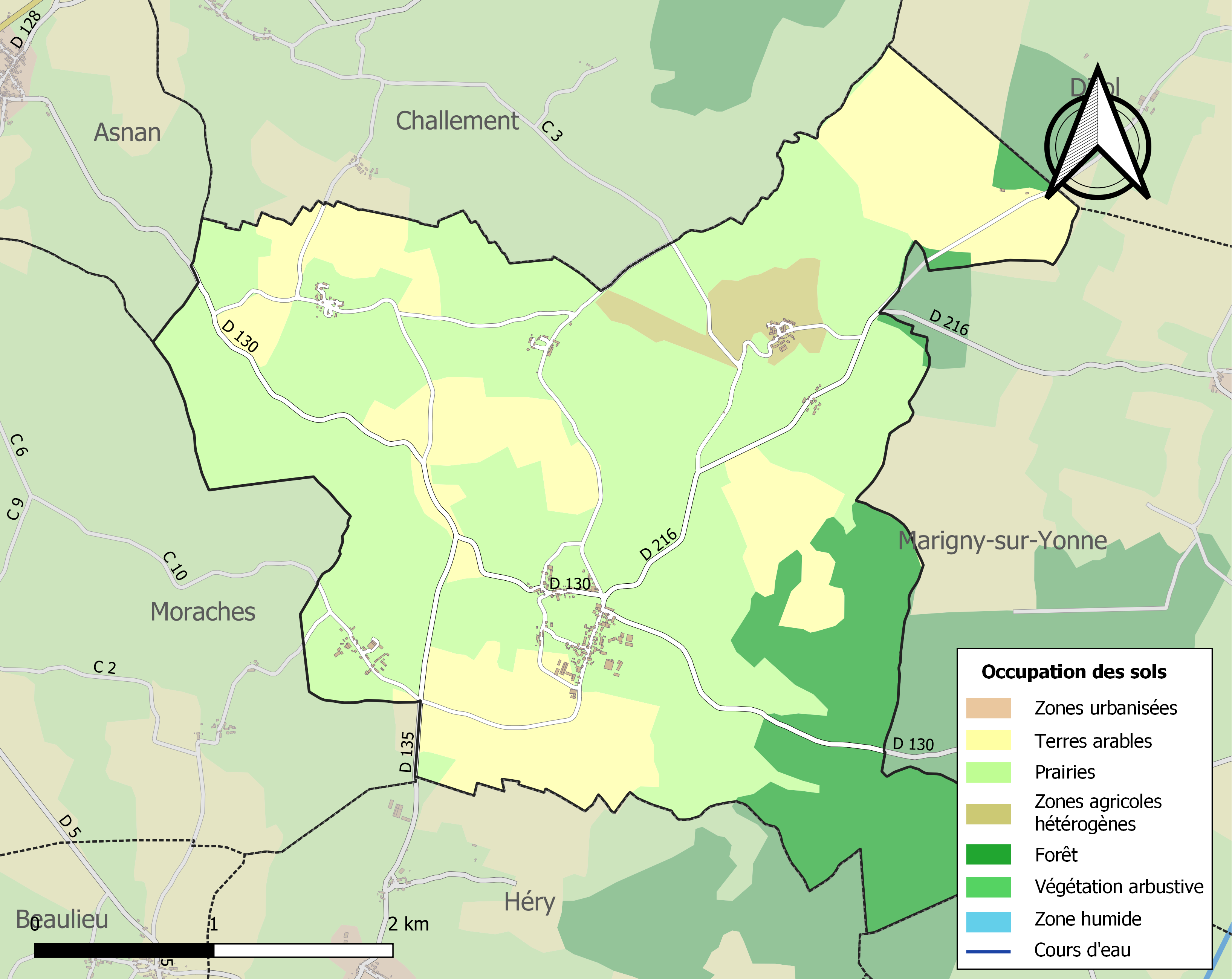
Carte des infrastructures et de l'occupation des sols de la commune en 2018 (CLC).

## Toponymie
Le nom de la commune dériverait du nom d’homme latin Germanius, auquel se serait ajouté le suffixe acum.
On relève les occurrences suivantes du nom de Germenay : Germanayum (1287) et Germenet (1689).

## Histoire
- La première mention du nom de la commune date de 1287 : Germanayum.
- En 1901[16], le nombre d'habitants de Germenay, qui compte 163 maisons, s'élève à 450 individus. La commune compte un desservant (curé) et un sacristain, un instituteur et une institutrice publics (ainsi qu’un instituteur retraité), trois cantonniers, un garde champêtre et un fossoyeur. Il n’y a que trois commerçants : un aubergiste, un marchand d’étoffes et un négociant. Les artisans sont plus nombreux : 5 couturières, 3 maréchaux-ferrants, 2 charrons, 1 sabotier, 1 tisserand et 1 modiste. La profession la plus représentée est celle de propriétaire-exploitant (86 individus), suivie par les cultivateurs (64), ces derniers souvent qualifiés de domestiques. On recense également dans la commune 2 domestiques, 1 fermier et 1 rentier. Au total, on relève à Germenay 20 professions différentes. On n’y trouve, selon le recensement de 1901, ni médecin ni notaire ni sage-femme. Contrairement à bon nombre de communes nivernaises, les familles du village n’accueillent aucun enfant assisté de la Seine.

### Curé
- Jean Guenois (1652)[17].

## Politique et administration
| Période                                  | Période  | Identité             | Étiquette | Qualité                                   |
| ---------------------------------------- | -------- | -------------------- | --------- | ----------------------------------------- |
| an XIII                                  | 1814     | Tardivon Denis       |           |                                           |
| 1814                                     | 1816     | Tardivon Francois    |           |                                           |
| 1816                                     | 1843     | Lachot Jean          |           |                                           |
| 1843                                     | 1848     | Cointe Leonard       |           |                                           |
| 1848                                     | 1852     | Lachot Jean          |           |                                           |
| 1852                                     | 1869     | Cointe Leonard       |           |                                           |
| 1869                                     | 1884     | Cointe Jean-Pierre   |           |                                           |
| 1884                                     | 1891     | Gaulon Jean          |           |                                           |
| 1891                                     | 1913     | Cointe Pierre        |           |                                           |
| 1913                                     | 1953     | Cointe Jean-Baptiste |           | Chevalier de la Légion d'honneur          |
| 1953                                     | 1969     | Tardivon Leon        |           |                                           |
| 1969                                     | 1995     | Cointe Francois      |           | Chevalier dans l'ordre national du mérite |
| 1995                                     | 2001     | Tardivon Augustin    |           | Agriculteur                               |
| 2001                                     | 2014     | Merle Lucien         |           | Artisan                                   |
| 2014                                     | En cours | Romec Christian      |           | Retraité SNCF                             |
| Les données manquantes sont à compléter. |          |                      |           |                                           |

## Démographie
L'évolution du nombre d'habitants est connue à travers les recensements de la population effectués dans la commune depuis 1793. Pour les communes de moins de 10 000 habitants, une enquête de recensement portant sur toute la population est réalisée tous les cinq ans, les populations de référence des années intermédiaires étant quant à elles estimées par interpolation ou extrapolation. Pour la commune, le premier recensement exhaustif entrant dans le cadre du nouveau dispositif a été réalisé en 2005.

En 2022, la commune comptait 120 habitants, en évolution de −15,49 % par rapport à 2016 (Nièvre : −3,28 %, France hors Mayotte : +2,11 %).
| 1793 | 1800 | 1806 | 1821 | 1831 | 1836 | 1841 | 1846 | 1851 |
| ---- | ---- | ---- | ---- | ---- | ---- | ---- | ---- | ---- |
| 562  | 623  | 681  | 642  | 681  | 686  | 687  | 673  | 687  |

| 1856 | 1861 | 1866 | 1872 | 1876 | 1881 | 1886 | 1891 | 1896 |
| ---- | ---- | ---- | ---- | ---- | ---- | ---- | ---- | ---- |
| 636  | 658  | 648  | 621  | 589  | 564  | 530  | 528  | 490  |

| 1901 | 1906 | 1911 | 1921 | 1926 | 1931 | 1936 | 1946 | 1954 |
| ---- | ---- | ---- | ---- | ---- | ---- | ---- | ---- | ---- |
| 447  | 437  | 415  | 308  | 315  | 319  | 270  | 289  | 231  |

| 1962 | 1968 | 1975 | 1982 | 1990 | 1999 | 2005 | 2006 | 2010 |
| ---- | ---- | ---- | ---- | ---- | ---- | ---- | ---- | ---- |
| 220  | 208  | 194  | 174  | 152  | 142  | 145  | 144  | 139  |

| 2015 | 2020 | 2022 | - | - | - | - | - | - |
| ---- | ---- | ---- | - | - | - | - | - | - |
| 141  | 121  | 120  | - | - | - | - | - | - |

## Culture locale et patrimoine

### Lieux et monuments

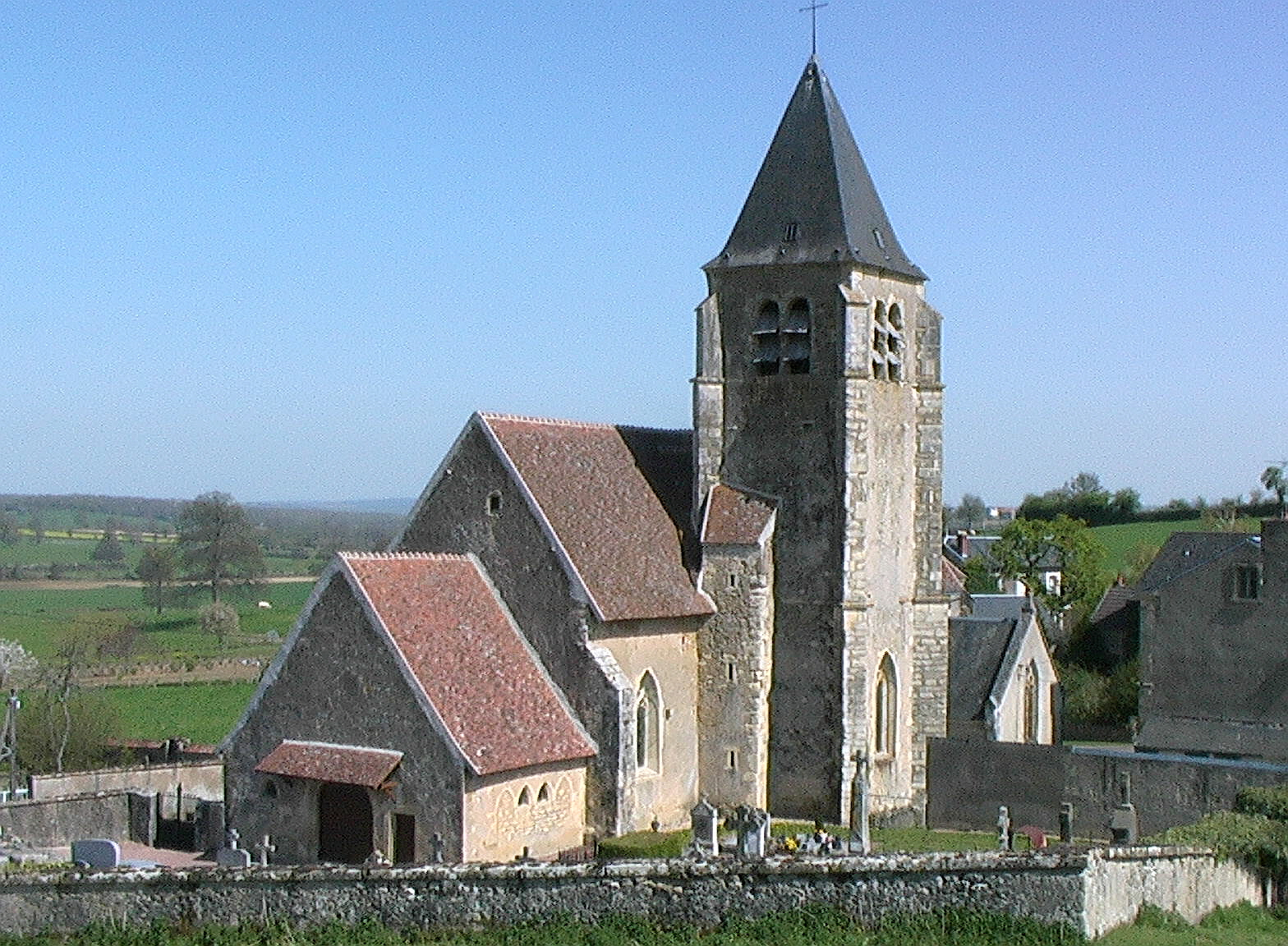
L'église Saint-Aubin.

- Église Saint-Aubin, du XVIe siècle, elle fut agrandie au XVIIIe siècle, ayant conservé son narthex de la fin de la période gothique. Clocher massif à contreforts. Vitraux de R. Landeur, 1947. Ouverte en été, sinon s'adresser à la mairie[22].